# Европейский квалификационный турнир по волейболу 2016 (женщины)
Европейский квалификационный турнир по волейболу прошёл 4 — 9 января 2016 года в Анкаре (Турция).

## Участники
- Турция (хозяин)
- Италия (2)
- Россия (1)
- Германия (5)
- Польша (8)
- Нидерланды (6)
- Бельгия (7)
- Хорватия (9)